# 뉴키즈온
주식회사 뉴키즈온(New Kids On)은 대한민국의 아동복 기업이다.

## 역사 및 현황
KB제28호스팩은 뉴키즈온과의 합병기일을 오는 3월 28일에서 6월 16일로 정정한다고 공시하였고 동년 7월 9일, 코스닥 시장에 상장하였다.